# إفينييه
إفينييه هي بلدية فرنسية تقع في إقليم الأردين في منطقة غراند إيست. 

## الأماكن والمعالم الأثرية
- كنيسة القديس دينيس ، المُدرجة كنصب تاريخي في عام 1980.[6]

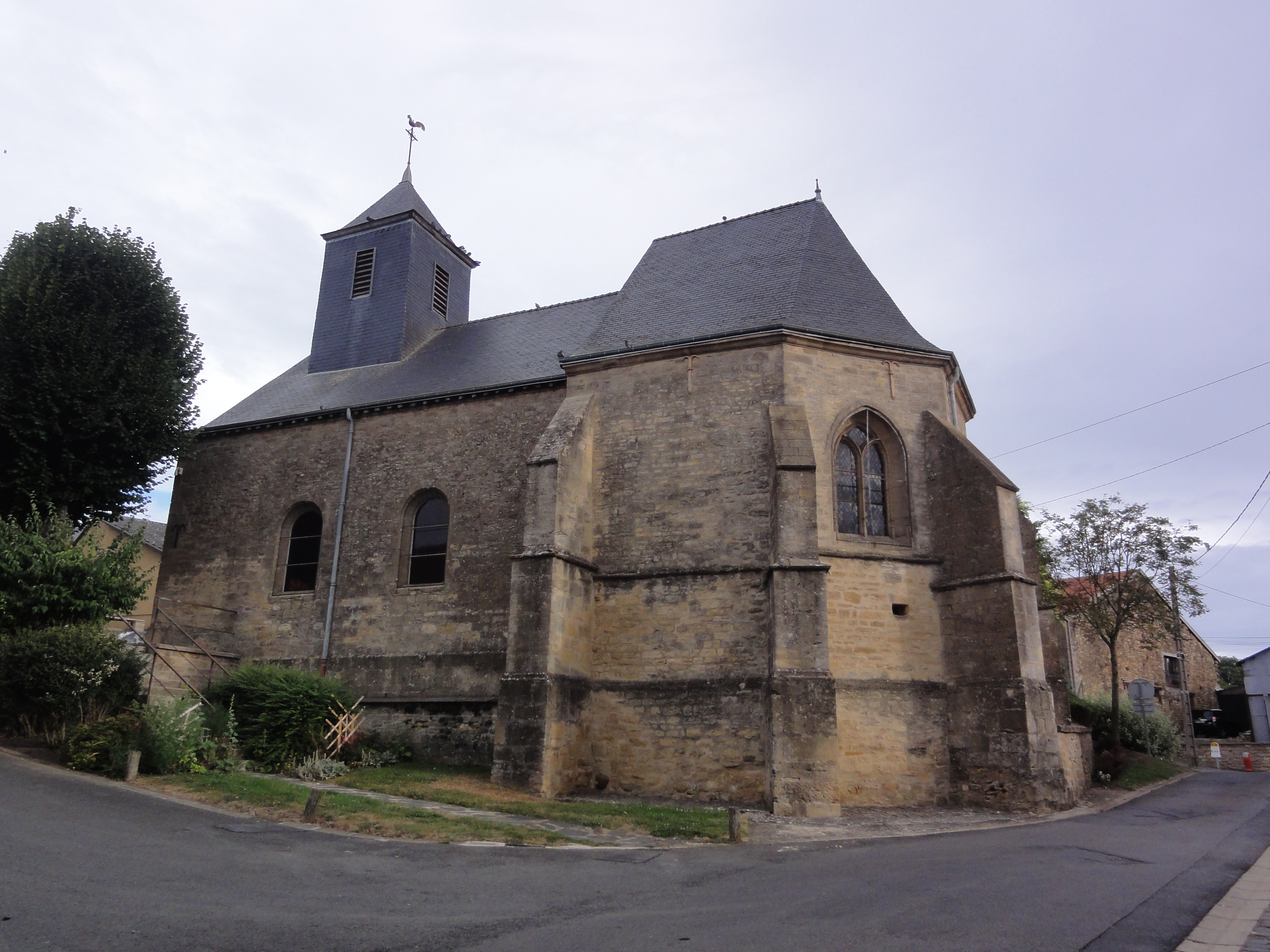
كنيسة سان دوني.
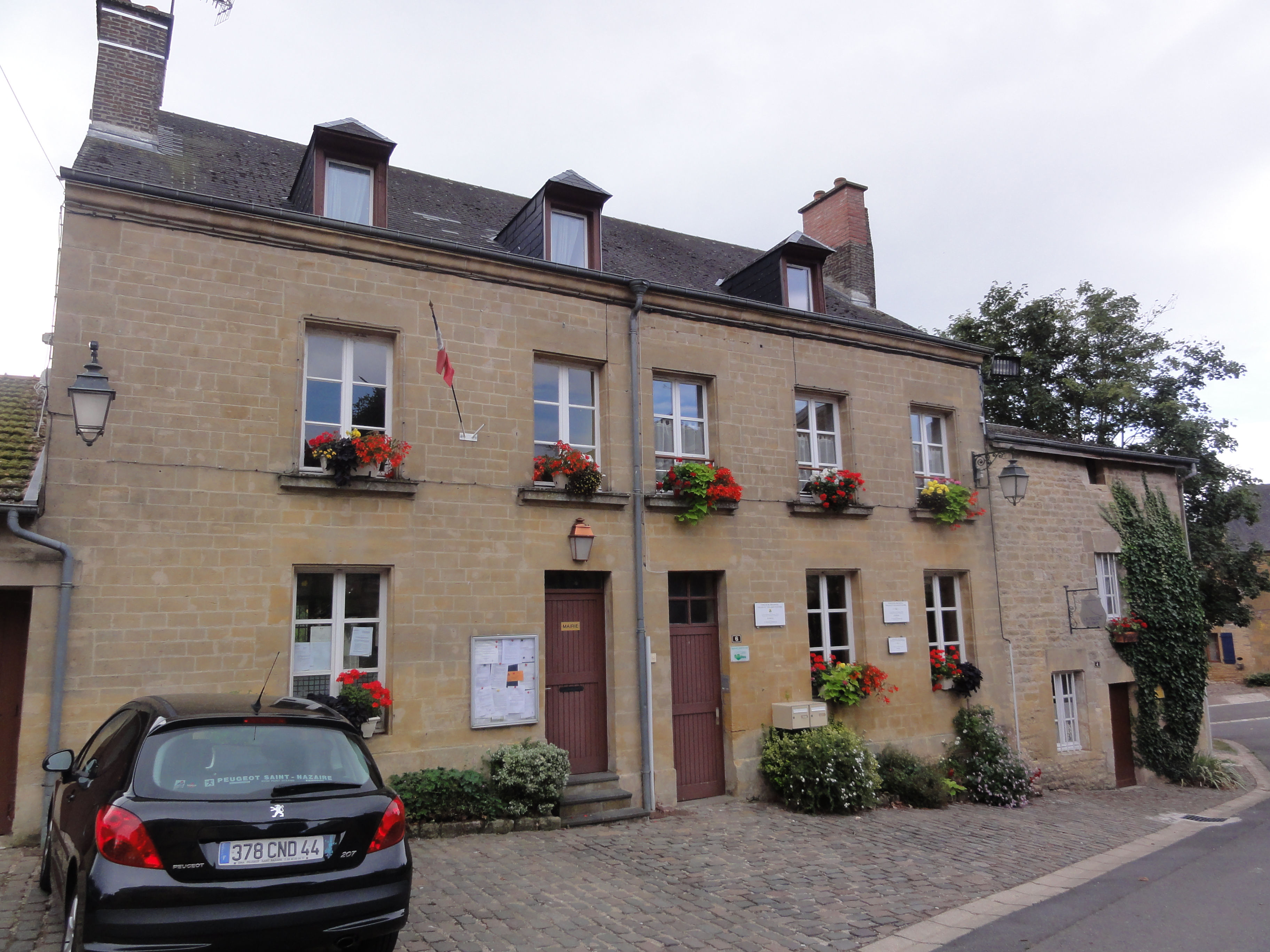
مقر البلدية.
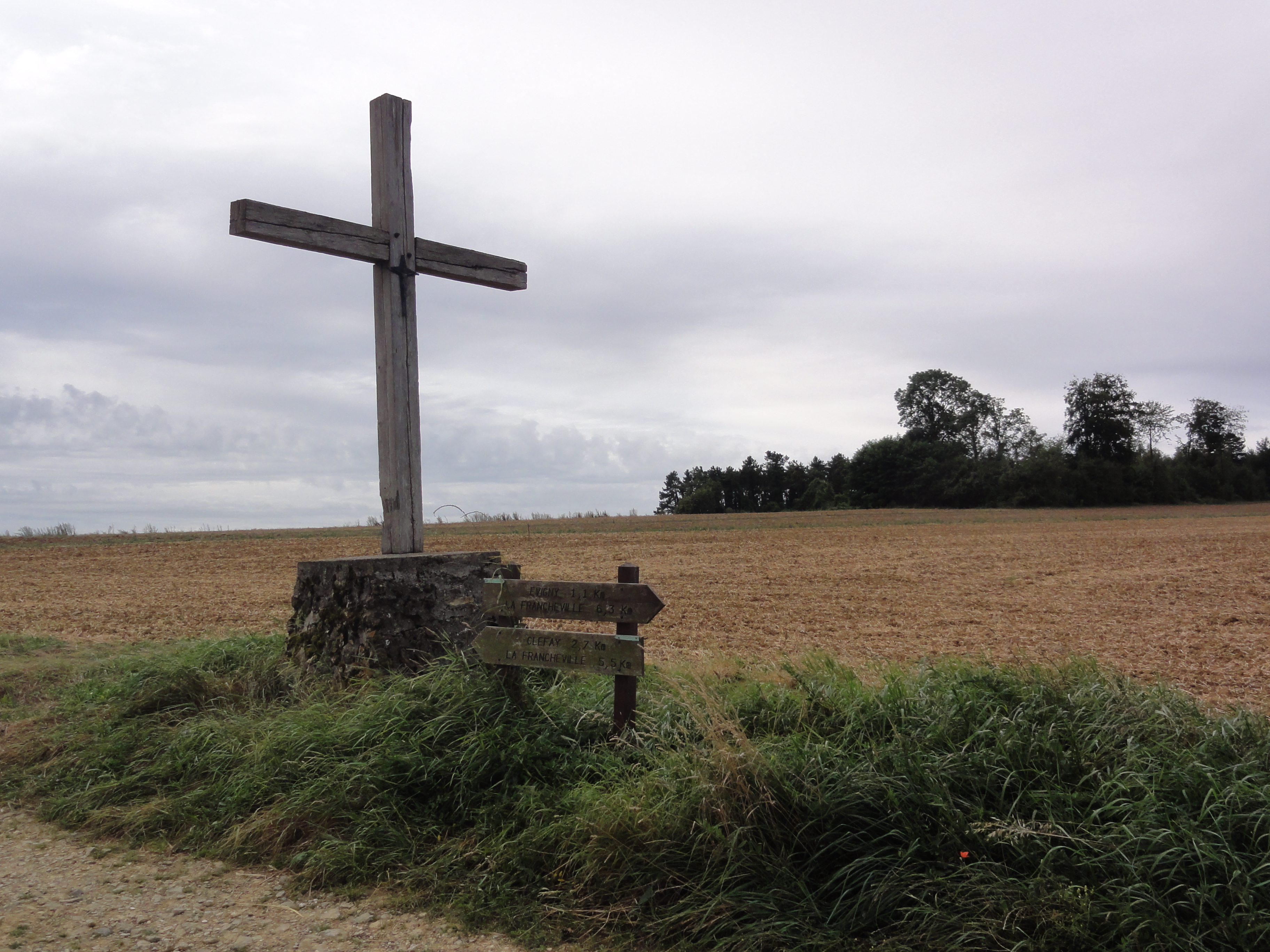
صليب الطريق.